# Otoptera burchellii
Otoptera burchellii är en ärtväxtart som beskrevs av Dc. Otoptera burchellii ingår i släktet Otoptera och familjen ärtväxter. Inga underarter finns listade i Catalogue of Life.